# 임진우 (야구인)
임진우(林珍佑 1987년 5월 13일 ~ )는 대한민국의 전직 야구 선수이다. KBO 리그 두산 베어스에서 투수로 활약했다.

## 삼성 라이온즈시절
2010년에 입단하였다. 2010 시즌 15경기에 등판해 17이닝동안 2승 1패 1홀드, 평균자책점 2.65를 기록하였다. 2011 시즌 11경기에 등판해 14.1이닝 동안 평균자책점 4.40을 기록하였다. 2012 시즌 12경기에 등판해 12.1이닝 동안 평균자책점 5.11을 기록하였다.

## 경찰 야구단시절
2013년에 입단하였다. 하지만 2013년 4월에 오른쪽 팔꿈치 인대 접합 수술을 받게 되면서 퓨처스리그에 등판하지 못했고 2014년 10월에는 오른쪽 팔꿈치 뼛조각 제거 수술을 받게 된다.

## 삼성 라이온즈복귀
2차례의 팔꿈치 수술로 인해 재활 속도가 느린 편이었고 2015년에야 복귀하게 된다. 2016년에 2차 드래프트를 통해 이적하였다.

## 두산 베어스시절
2016년 2차 드래프트를 통해 이적하였다. 2018년 9월 5일 웨이버 공시되었다.

## 출신 학교
- 삼전초등학교
- 배명중학교
- 배명고등학교
- 고려대학교

## 통산 기록
| 연도 | 팀명  | 평균자책점 | 경기 | 완투 | 완봉 | 승 | 패 | 세 | 홀 | 승률  | 타자 | 이닝 | 피안타 | 피홈런 | 볼넷 | 사구 | 탈삼진 | 실점 | 자책점 |
| ---- | ----- | ---------- | ---- | ---- | ---- | -- | -- | -- | -- | ----- | ---- | ---- | ------ | ------ | ---- | ---- | ------ | ---- | ------ |
| 2010 | 삼성  | 2.65       | 15   | 0    | 0    | 2  | 1  | 0  | 1  | 0.667 | 69   | 17   | 11     | 12     | 9    | 2    | 10     | 5    | 5      |
| 2011 | 삼성  | 4.40       | 11   | 0    | 0    | 0  | 0  | 0  | 0  | -     | 66   | 14.1 | 17     | 1      | 4    | 2    | 10     | 7    | 7      |
| 2012 | 삼성  | 5.11       | 12   | 0    | 0    | 0  | 0  | 0  | 0  | -     | 51   | 12.1 | 7      | 3      | 6    | 1    | 12     | 7    | 7      |
| 2017 | 두산  | 27.00      | 1    | 0    | 0    | 0  | 0  | 0  | 0  | -     | 8    | 1    | 4      | 0      | 1    | 0    | 1      | 3    | 3      |
| 통산 | 4시즌 | 4.43       | 39   | 0    | 0    | 2  | 1  | 0  | 1  | 0.667 | 194  | 44.2 | 39     | 6      | 20   | 5    | 33     | 22   | 22     |